# 슬픔이여 잘 있거라
"슬픔이여 잘 있거라"는 1965년 공개된 대한민국의 영화이다.

## 배역
- 신영균 : 중길 역
- 도금봉 : 애순 역
- 최성호
- 황정순
- 김승호